# Demen
Demen ist eine Gemeinde im Landkreis Ludwigslust-Parchim in Mecklenburg-Vorpommern (Deutschland). Sie wird vom Amt Crivitz mit Sitz in Crivitz verwaltet.

## Geografie
Die Gemeinde liegt etwa 9,5 Kilometer nordöstlich von Crivitz und etwa zehn Kilometer südlich von Sternberg. Der Ortsteil Kobande befindet sich am Nordufer des Barniner Sees. Große Teile des Gemeindegebietes sind bewaldet, so gibt es die Waldgebiete Venzkower Tannen und Kobander Tannen. Das Waldgebiet Demener Räumde westlich des Ortes Demen wurde ab 1976 bis 1990 als Truppenübungsplatz von der in Demen stationierten 5. Raketenbrigade der NVA und anschließend bis 2004 von Teilen des Logistikregiments 14 der Bundeswehr genutzt. Die Warnow durchfließt die Gemeinde. Ein weiteres Fließgewässer ist der Demener Bach, welcher in die Warnow mündet. Mehrere kleine Seen, wie etwa der Dorfsee, der Faule See und der Tiefe See, bilden gemeinsam die sogenannte Demener Rinne. Nur wenige Anhöhen überschreiten die 50 m ü. NHN.
Ortsteile der Gemeinde sind Buerbeck, Demen, Kobande und Venzkow. Weiterhin sind auf dem Gemeindegebiet die Ansiedlungen Klaushof, Horst, Kölpin, Poggenhof und Müggenburg bewohnt.

## Geschichte
Der Name ist vermutlich slawischen Ursprungs und bedeutet so viel wie Brand- oder Rauchort, was auf den Ursprung der Siedlung (Brandrodung) hindeutet.
Demen wurde 1265 erstmals urkundlich erwähnt, als Sigfried von Grönau das Dorf Demen an das Kloster Dobbertin verkaufte hat dem Closter Dobbertin das Dorff Demen, welches ihnen Sifridus von Gronau verkaufft, vorbelehnet, mit Holtzungen, Wissen, Weiden, wassern, vnd auch mit dem Kirchlehne, sumpt allen Hufen zu besitzen und Fürst Heinrich von Mecklenburg, der Pilger, verlehnte am 26. Mai 1265 in Sternberg das Dorf Demen an das Kloster Dobbertin. Demen gehörte bis zum 29. Juni 1645 zum Klosterbesitz. 1613 wurde der Pachtvertrag zwischen dem Kloster Dobbertin und Demen erneuert.
Die Vitten waren viele Jahre mit Schafställen bebaut und mit großen Herden bewirtschaftet. Das Wohnhaus, welches 1789 von Christian Friedrich Rohr als Erbpachtgehöft Nr. 4 angelegt wurde, ist etwa 2000 aufgegeben worden und nun dem Verfall preisgegeben. Eine Initiative der Familie Asche zur Erhaltung des Hofes durch originalgetreue Rekonstruktion des Wohnhauses an einer nahegelegenen Stelle scheiterte, da das Wohnrecht zwischenzeitlich erloschen war.
Am 1. Juli 1950 wurde die bis dahin eigenständige Gemeinde Buerbeck eingegliedert. Kobande folgte am 1. Januar 1951.

### Dannhusen
Die Bebauung Dannhusen gibt dem Dannhuser See seinen Namen und bedeutet im Hochdeutschen „Tannenhausen“. Die vermutlich im 18. Jahrhundert gegründete Ansiedlung bestand zuletzt aus einem „festen“ Wohnhaus in Ziegelbauweise sowie einem Wohnhaus in Lehmbauweise mit Schilfdach mit angrenzenden Wirtschaftsgebäuden. Hier wohnten der Fischereipächter des Dannhuser Sees sowie ein Büdner. 1957 wurden die Hofstellen elektrifiziert, wenig später allerdings aufgegeben. Mitte der 1970er Jahre waren die Gebäude weitestgehend verfallen.
2015 ist der Wohnplatz nicht mehr auffindbar, da an seiner ehemaligen Stelle etwa im Jahre 2000 Waldflächen aufgeforstet wurden. In der Erinnerung der Dorfbewohner Demens blieb die verzweifelte Tat des Familienvaters Drews haften, der 1945 im Angesicht der Kapitulation der Wehrmacht und der Besatzung Demens durch die Sowjetarmee seine Frau und seine zwei jugendlichen Töchter sowie anschließend sich erschoss. Damit ist auch für Demen das mit dem Massensuizid in Demmin traurige Berühmtheit erlangte Phänomen der hohen Suizidraten am Ende des Dritten Reiches belegt.

### Einhusen
Einhusen bestand seit dem 17. Jahrhundert als Ziegelei, welche zum Gut Prestin gehörte. Mit der Aufsiedelung des Gutes nach 1873 wurde dieser Betrieb aufgegeben. Seit dem 19. Jahrhundert – vermutlich auch im Zuge der Aufsiedelung des Gutes – wurden mehrere Häuslereien eingerichtet. Der Wohnplatz wurde in den 1960er Jahren aufgegeben, als mit dem Bau der Wohnblöcke der Arbeiterwohnungsbaugenossenschaft in der Straße der Freundschaft neue Wohnungen geschaffen wurden. Einige Gebäudereste und die Gärten sind 2015 noch erkennbar.
Im 17. und 18. Jahrhundert produzierte die Ziegelei Baumaterialien, die bis nach Berlin verkauft wurden. Im Zuge der LPG-Gründungen in den 1950er Jahren wurden die Flächen Einhusens von der LPG in Buerbeck unter der Leitung von Marta Kruse bewirtschaftet. In der Nähe bestand im Mittelalter die Ortschaft Stampe. Im 14. Jahrhundert ist Henning von Pressentin auf Stampe nachgewiesen. 1554 liegt der Ort bereits wüst. Der namengebende Stamper See liegt aufgrund von Trockenlegungsmaßnahmen seit dem 19. Jahrhundert trocken. Lediglich ein vom Demener Bach durchflossener Erlenbruch erinnert heut an das ehemalige Gewässer zwischen Horst und Einhusen. Die nicht mehr bewirtschafteten Hufen der wüsten Ortschaft führten zu jahrelange Streitigkeiten zwischen Stieten und Prestin. Im Sinne eines salomonischen Urteils wurde die gesamte Fläche, die Stampe, Einhusen und die Sparower Mühle umfasst zu einer eigenständigen Gemeinde erhoben und später (1925) der Gemeinde Demen und Buerbeck vereint.

### Sparower Mühle
Die Sparower Mühle ist seit 1309 bekannt. Der Müller Rossow wurde gemäß Mecklenburgischen Urkundenbuch in Rostock festgenommen, weil er gemeinsam mit Komplizen Rostocker Bürger vor der Stadt überfiel. Ende des 15. Jahrhunderts war die Mühle Streitobjekt zwischen den Herren zu Prestin (Familie von Pressentin) und Bülow (Familie von Barner) bezüglich der Frage, wer die Steuer aus dieser Mühle einziehen darf. Kurioserweise lagen die Mühlenteiche im Bereich des Gutes Bülow und die Gebäude im Bereich des Gutes Prestin. Mit einem Vergleich vor dem Kaiser in Speyer endete 1506 das Wirrwarr. Der Dreißigjährige Krieg setzte der Mühle schwer zu. Zweimal wurde sie von feindlichen Rittern überfallen und gebrandschatzt. Nach späterem Wiederaufbau war die Mühle bis nach 1900 in Betrieb.
Die Volkszählung von 1900 bescheinigte, dass in der Sparower Mühle zu jener Zeit acht Personen lebten. Im Zuge der Bodenreform von 1945 wurde auch das zwischenzeitlich zum Gut Buerbeck gehörende Land der Mühle aufgesiedelt. Der Volksmund spricht noch heute vom Sparower Feld und den Sparower Wiesen. Vermutlich im Zuge von Flurbereinigungsmaßnahmen sind die noch 1945 vorhandenen Gebäudereste in den 1960er oder 1970er Jahren abgebrochen worden. Einzig die Mühlenteiche aus jener Zeit lassen eine Bebauung vermuten. Diese sind seit 1990 als das Flächennaturdenkmal „Priesterwiesen“ staatlich geschützt.
Mühlenpächter:
- 1309: Rossow
- 1819: Johann Timm (gemäß Volkszählungsakte)
- 1861 bis nach 1867: Johann Schwedt (gemäß Pachtvertrag)[7]
- 1900: Hecht

### Venzkow
Venzkow wurde 1330 erstmals urkundlich als Ventzkowe ex parte domocelli nostri  erwähnt. 1399 ist zu erfahren, dass Helmoldus de Plesse in Mutetzmow (Müsselmow) dimisit et resgnauit ordini S. Anthonii ius patronatus seu presentandi parochialis ecclesiae uille Ventzekow, cuius uerus fuit patronus, anno domini 1399. 1400 ist dat ghantze dorp to Ventzekow, an vnser Heerschopvnde lande to dem Sterneberghe belegen mit deme kerklene.

## Landwirtschaft

### Landwirtschaft bis 1945
Demen war in seiner Geschichte im Gegensatz zu vielen anderen Orten Mecklenburgs nie Gutsdorf. Deshalb hat sich im Laufe der Jahrhunderte eine selbständige Bauernschaft entwickelt. Im Kern wurden die Felder um Demen durch vier Bauernstellen (z. B. Bauer Suhr) bewirtschaftet. Zahlreiche Büdnereien kamen hinzu. Mit Beginn des Häusler-Siedlungs-Programmes des Großherzogs von Mecklenburg-Schwerin wurden in Demen viele Häuslerstellen eingerichtet. Als Hilfsverein wurde im ausgehenden 19. Jahrhundert der sogenannte Kompetenzverein gegründet, der zur Aufgabe hatte, als Sprecher aller Häusler gemeinsam Weideland für die Kühe zu pachten. Ein Vorsitzender war Friedrich Schröder (1876–1950) von der Häuslerei Nr. 50. Die Grünfläche der heutigen Badestelle war z. B. in den 1930er Jahren die Kompetenzwiese. Sie war von der Gemeinde gepachtet.
Ein Fischer führte sein Gewerk auf dem Dannhuser See aus. Forstwirtschaftliche Produktion ist nicht bekannt.
1840 wurde letztmals der jährlich stattfindende Bauernmarkt durchgeführt.

### Landwirtschaft 1945 bis 1953
Mit der Bodenreform ab Juli 1945 wurden zahlreiche Bürger Demens Nutznießer der Laufaufteilung. Etwa ein Hektar Wald und ein Hektar Wiese/Ackerland wurden den Neubauern (Flüchtlinge und Vertriebene) und Häuslern zur Nutzung überschrieben. Die Demener erhielten ihr Land vor allem auf dem Gebiet des aufgeteilten Guts Buerbeck. Weitere Kenntnisse aus dieser Zeit fehlen aufgrund mangelnder Forschungsergebnisse.
Die neuen Landbesitzer mühten sich in den ersten Nachkriegsjahren redlich, das oft brache Land wieder urbar zu machen. Die Männer waren oft noch in Kriegsgefangenschaft oder gefallen. So waren es auch in Demen letztendlich die Frauen, die den Wiederaufbau und das Überleben organisieren.

### Landwirtschaft 1953 bis 1990
Staatlich gelenkt wurden die in der Bodenreform aufgeteilten vormals privaten landwirtschaftlichen Großbetriebe ab 1953 nun in genossenschaftlichen Strukturen zusammengefasst. So wurde am 11. März 1953 mit der Gründung der Landwirtschaftlichen Produktionsgenossenschaft (LPG) „Freiheit“ der Auftakt zur Kollektivierung der landwirtschaftlichen Produktion auch in Demen angeregt. Mit 18 Mitgliedern bewirtschaftete diese eine Fläche von 139,48 Hektar. Zu selber Zeit (1954) wurde in Buerbeck eine LPG vom Typ I gegründet, die den Namen „Deutsch-Sowjetische-Freundschaft“ trug und deren Mitglieder 23 Hektar landwirtschaftlicher Nutzfläche bearbeiteten.
Damit war ein erster Schritt für die Umwälzung anderer Art in Demen gegangen. Jahrhundertealte Strukturen selbständiger Bauernschaft wurden nun nach staatlicher Vorgabe aufgelöst. Demens Dorfbild begann sich zu verändern und auch der Charakter seiner Bewohner. Der anfangs noch auf freiwilliger Basis vollzogene Schulterschluss der Bauernschaft wurde nun in der zweiten Welle der Kollektivierung zunehmend zwanghaft. Am 1. Januar 1958 wurde die Vereinigung aller LPG vollzogen. Zu diesem Zeitpunkt gab es aber noch 59 selbständig wirtschaftende landwirtschaftliche Betriebe. In den folgenden Jahren wurden die letzten freien Bauern durch staatliche Repression (Drosselung der freien Abgabespitzen) und dem Vernehmen nach auch durch Drohung und Gewalt vor Ort in die LPG oder zur Aufgabe gezwungen. 1965 waren es 219 Mitglieder der LPG „Freiheit“, die eine Gesamtfläche von 1940,06 Hektar bewirtschafteten. Demen meldete die Voll-Genossenschaft und damit das Ende der freien Bauern.
Zwischen 1965 und 1990 wurde die Intensivierung der Produktion stets vorangetrieben. Mit dem Ende der DDR fand auch die in die staatliche Planwirtschaft eingebettete Wirtschaftsweise ihr Ende.

### Landwirtschaft nach 1990
Die Wende in der Wirtschaftsordnung forderte auch von der LPG „Freiheit“ Demen große Anstrengungen, um sich im neuen Wirtschaftssystem einzufügen. Es folgten die Umfirmierung zur Agrargenossenschaft Demen e. G. und die Konzentration auf effektive Arbeitsweisen. In diesem Zusammenhang verlor dieser ehemals größte Arbeitgeber im Dorf seine herausragende Bedeutung für das gesellschaftliche Leben. Seit dem 1. Juli 2016 wurde die bereits lange nicht mehr wirtschaftliche Milchproduktion eingestellt.
Durch die Wunden, die die Zeit der Kollektivierung hinterlassen hat, und das durchtrennte Band der Tradition der freien Bauernschaft konnte sich bis heute kein neuer Bauernstand in Demen etablieren. Die Zahl der landwirtschaftlichen Betriebe ist für die Wirtschaftsleistung Demens bedeutungslos geblieben und kann somit nicht zur Verlangsamung der Abwanderung der jungen Dorfbevölkerung beitragen. Es fehlt die Identifikation mit dem Grund und Boden.

## Politik

### Dorfschulzen und Bürgermeister
- 1666–1696 Pagel Arenß
- 1696–1717 Christopher Albrecht
- 1767–0000 Hans Hacker
- 1886–1895 Christian Ahrens
- 1896–1918 Helmuth Harnack
- 1923–1929 Herr Schröder
- 1930–1937 Heinrich Luckmann
- 1938–1945 Carl Schröder
- 1945–1946 Hermann Scheel
- 1947–1950 Wilhelm Brack, Georg Stuntebeck, Werner Gründling
- 1951–1975 Karl Müller
- 1975–1976 Werner Burmeister
- 1977–1982 Herr Slopinski
- 1982–1985 Herr Löwe
- 1985–1990 Monika Hornemann
- 1990–1994 Gerd Weber
- 1994–1998 Wolfgang Höfer
- 1998–2014 Thomas Schwarz
- 2014–20250000 Heidrun Sprenger
- seit 2025 Nico Ostermann

### Gemeindevertretung
Nach der Kommunalwahl am 27. Mai 2014 setzt sich die Gemeindevertretung zusammen:
- Wählergemeinschaft Demen: 4 Sitze
- SPD: 2 Sitze
- Die Linke: 1 Sitz
- Arbeitskreis Zukunft: 1 Sitz

### Wappen
| Wappen von Demen | Blasonierung: „In Gold mit einem von Gold und Blau im Doppelwolkenschnitt geteilten Bord zwei schräg gekreuzte, an den oberen Enden rot-golden brennende rote Baumstämme, bewinkelt von vier roten Kleeblättern.“ |
| Wappen von Demen | Wappenbegründung: In dem Wappen wird mit dem Wolkenschnitt und den brennenden Baumstämmen der bildliche Bezug zum Gemeindenamen hergestellt, der sich mit hoher Wahrscheinlichkeit von dem altslawischen Wort dyminy ableitet und im übertragenen Sinne Rauchstätte bedeutet. Hintergrund für die Namensgebung bilden wohl die einst von den Slawen durchgeführten Brandrodungen in den zur damaligen Zeit vorhandenen Buchen- und Eichenwäldern. Die Baumstämme sollen zugleich die im Gemeindegebiet vorhandenen großen Wälder symbolisieren, vor allem aber stehen sie für eine dendrologische und forstliche Sehenswürdigkeit, für die zwei Riesenmammutbäume im Kölpiner Forst. Die Kleeblätter verweisen zum einen auf die traditionelle Haupterwerbsquelle der Einwohner, die Landwirtschaft, insbesondere auf die Tierhaltung, zum anderen von der Anzahl her auf die vier Ortsteile. Mit der Tingierung des Wappens in Blau, Gold und Rot wird die Zugehörigkeit der Gemeinde zum Landesteil Mecklenburg gekennzeichnet. Das Wappen und die Flagge wurde nach einer Idee des Venzkowers Roland Woiciechowski durch den Schweriner Heraldiker Heinz Kippnick gestaltet. Es wurde zusammen mit der Flagge am 8. August 2000 durch das Ministerium des Innern genehmigt und unter der Nr. 222 der Wappenrolle des Landes Mecklenburg-Vorpommern registriert. |

### Flagge

Flagge der Gemeinde Demen

Die Flagge ist quer zur Längsachse des Flaggentuchs von Gelb, Blau und Gelb gestreift. Die gelben Streifen nehmen je ein Viertel, der blaue Streifen nimmt die Hälfte der Länge des Flaggentuchs ein. In der Mitte des blauen Streifens liegt das Gemeindewappen, das zwei Drittel der Höhe des Flaggentuchs einnimmt. Die Länge des Flaggentuchs verhält sich zur Höhe wie 5:3.

### Dienstsiegel
Das Dienstsiegel zeigt das Gemeindewappen mit der Umschrift „GEMEINDE DEMEN“.

## Sehenswürdigkeiten

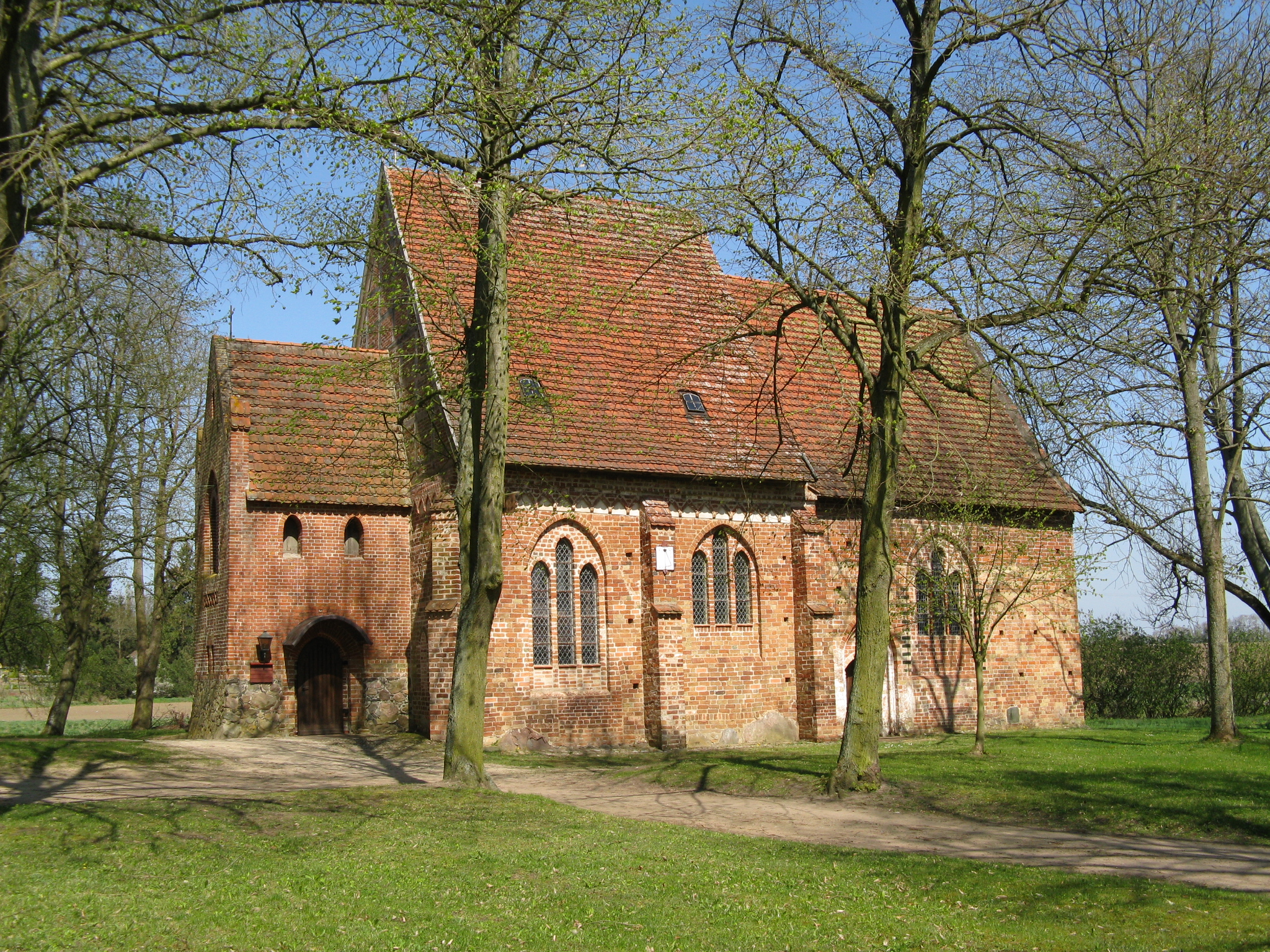
Dorfkirche Demen 2009

- Baudenkmale → Hauptartikel: Liste der Baudenkmale in Demen
- Kirche Demen
- Naturdenkmale
- Mammutbäume im Kölpiner Wald, in der Nähe des Ortsteiles Venzkow (Gemarkung Kölpin)
- Ausstellungen und Museen
- Traditionsraum der ehem. 5. Raketenbrigade

Der gepflegte Ausstellungsraum befindet sich im EVITA-Forum (ehem. Warnow-Kaserne) und ist zugänglich.
- Traditionsraum der ehem. LPG Freiheit Demen

Der Traditionsraum wurde unter Leitung der ehem. Vorsitzenden Irma Brandt 1981 eröffnet. 2015 wurde er, nachdem er viele Jahre nicht zugänglich war, im Zuge der Erstellung der Dorfchronik der Gemeinde zur Verwertung bereitgestellt.

## Vereine und Tourismus
Bei Demen befindet sich die oberste Einstiegsstelle in die Warnow für Wasserwanderer. Der Strand des „Tiefen Sees“ ist während der Sommermonate durch Rettungsschwimmer gesichert. Der Anspruch auf Geselligkeit und Gemeinsamkeit in der Bevölkerung war auch in Demen zu verzeichnen. Schon 1850 gründeten sich die ersten Vereinen.
- Politische Vereine

Die Hitlerjugend und den Bund Deutscher Mädel gab es bis 1945 auch in Demen. Zu jener Zeit waren die zahlreichen Freizeitaktivitäten willkommene Abwechslung zur Eintönigkeit des Landalltags. Die Pionierorganisation und die Freie Deutsche Jugend gab es in Demen bis 1990. Die Kinder und Jugendlichen der POS „Fritz Schmenkel“ waren größtenteils auch Angehörige dieser politischen Jugendorganisationen.
- Landsmannschaftliche Vereine

Der Demener Heimatverein half an der Erarbeitung des Wappens für Demen, welches am 8. August 2000 genehmigt wurde. Zur 750-Jahr-Feier Demens 2015 wurde eine Ortschronik erarbeitet. Zur Verbesserung des Tourismus in der Region konnten neue Wanderwege ausgewiesen und dazu Informationsmaterial erarbeitet werden. Jährlich findet im August in Demen das Heimatfest statt. Vor 1945 gab es in Demen ein Volkstanz- sowie eine Trachtengruppe.
- Sozialvereine

Von 1920 bis 1945 gab es in Demen auch Männergesangsverein. Die Landfrauenvereinigung Demen besteht seit 1990. Seit 1990 gibt es in Demen einen Seniorenclub e. V. und seit 2004 einen eigenen Klubraum im alten Schulgebäude. Der Seniorenchor löste sich 2007 auf. Der Demener Carneval Club ’89 e. V. gründete sich 1989, hat über 50 aktive Mitglieder und verschiedene Tanzgruppen.
- Sportvereine[15]

Am 1. Dezember 1950 wurde die BSG Traktor Demen gegründet und es gab eine vielfältige Sportkultur. Neben Fußball, Boxen, Reiten, Tischtennis und Judo gab es auch Frauengymnastik.
Von 1977 bis 1989 existierte die ASG Vorwärts Demen als Armeesportgemeinschaft der seit 1977 in Demen ansässigen 5. Raketenbrigade der NVA. 1980 konnte die Fußballmannschaft den Schweriner Bezirkspokal gewinnen. 1989 wurde die ASG aufgelöst.

## Verkehr
Die Gemeinde liegt nördlich der Bundesstraße 321 sowie südlich der Bundesstraße 104. Die Bundesautobahn 14 (ca. 15 km) ist über die Anschlussstelle Schwerin-Ost erreichbar. Demen ist per Bus aus Richtung Crivitz erreichbar. Seit 1954 ist die Linie Demen–Crivitz(–Schwerin) eingerichtet. Heute von SGS Bus & Reisen GmbH als Linie 124 betrieben.
Die nächste Bahnstation Richtung Schwerin ist in Crivitz (12 km) und Richtung Rostock in Blankenberg (22 km). Vor Beginn des Ersten Weltkrieges bis mindestens 1929 war die Errichtung einer Kleinbahnstrecke von Schwerin (Hafenbahn) nach Demen und später die Verlängerung Richtung Brüel geplant. Demen war als Wechselstation vorgesehen. Diese Planung wurde nicht umgesetzt.
Die „alte“ Sternberger Landstraße führt von Crivitz kommend an Demen vorbei nach Sternberg und verband die Residenzstädte Schwerin und Güstrow. Sie zeugt von einer ehemals sehr guten infrastrukturellen Anbindung des Ortes. In Demen wurde eine Umspannstation durch den Erbpächter Heldt betrieben, die 1946 durch die Familie Höftmann übernommen wurde. Diese ehemalige Frachtstraße hatte historisch die Bedeutung einer heutigen Bundesstraße. Bedeutsam wurde die Straße vor allem während kriegerischer Auseinandersetzungen. So waren die Armeen Gustav Adolfs im Dreißigjährigen Krieg, die Armee Zar Peter I. im Siebenjährigen Krieg sowie eine Armee Napoleons 1806 auf dieser Straße marschiert. Mit dem Bau des westlichsten Streckenabschnitts der heutigen Bundesstraße 104, der 1840 begonnen und 1844 fertiggestellt wurde und der damit einhergehenden Fertigstellung des Paulsdamm 1842 wurde das Teilstück Crivitz-Demen-Sternberg aufgegeben und über Brüel nach Schwerin geleitet. Dies entspricht noch heute dem Verlauf der Bundesstraße. Demen wurde mit dem Bau einer befestigten Chaussee (inkl. Chausseewärterhaus) entschädigt. Dies konnte den Verlust der infrastrukturellen Anbindung allerdings nicht aufheben. Die damit entstandene verinselte Lage Demens ist bis heute nicht überwunden.